# Яна Стояновска
Яна Стояновска (на македонска литературна норма: Јана Стојановска) е северномакедонска телевизионна и театрална актриса. Става известна на широката публика, след като печели конкурса за красота „Мис Македония“ в 2007 година.

## Биография
Родена е на 19 февруари 1985 година в град Скопие, тогава в Социалистическа федеративна република Югославия, днес в Северна Македония, в актьорско семейство - нейният дядо по майчина линия е югославският актьор Ацо Йовановски, баща ѝ е актьорът Ненад Стояновски. Майка ѝ Силвия, както и по-малката ѝ сестра Ана също са актриси. Баба ѝ по бащина линия е от Сърбия.
В детството си Яна се интересува от музика и родителите ѝ я записват в музикално училище на седемгодишна възраст - в катедрата по пиано. След 4 клас обаче тя решава да се отпише, но продължава да свири и композира сама. След гимназията започва да следва актьорско майсторство в Държавното висше театрално училище в София, а по-късно завършва следването си в родното Скопие. След като завършва следването си, Яна Стояновска играе в театъра, а също така се снима в телевизионни реклами. Междувременно в 2007 година печели конкурса за красота „Мис Македония“.
Снима се във филмите „Као да ме нема“ (2010), „Соба са клавиром“ (2013) и „Човек који не беше тамо“ (2017).
Стояновска се появява на кастинга за поредицата на Драган Белогрич „Сенки над Балканите“. В този филм играе ролята на Йована, докато партньорът й се играе от Гордан Кичич.

## Филмография
| Година     | Филм                     | Роля                        |
| ---------- | ------------------------ | --------------------------- |
| 2010.      | Као да ме нема           | медицинска сестра           |
| 2011.      | Епизодист                | млада Ана Михаела Стефанова |
| 2013.      | Соба са клавиром         | любовница                   |
| 2016.      | Освобождението на Скопие | певица                      |
| 2016.      | Златна петорка           | Ката                        |
| 2016—2017. | Преспав                  | новинарка                   |
| 2017.      | Човек који не беше тамо  |                             |
| 2017.      | Сенке над Балканом       | Йована                      |
| 2017.      | У Међувремену            | Сандра                      |
| 2018—2019. | Конак код Хилмије        | Даворянка Паунович          |
| 2019.      | The Happiness Effect     | студент I                   |